# Erongo
Erongo je jedna od trinaest regija u Namibiji. Središte regije je grad Swakopmund.

## Zemljopis
Regija Erongo nalazi se na zapadu Namibije na obalama Atlantskog oceana u njoj se nalazi najviši namibijski vrh 2573 metara visok Brandberg.
Graniči s regijama:
- Kunene - sjever
- Otjozondjupa - istok
- Khomas - jugoistok
- Hardap - jug

## Stanovništvo
Prema popisu stanovništva iz 2010. godine regija je imala 173.595 stanovnika, dok je prosječna gustoća naseljenosti 2,72 stan./km2.